# Kabika Tshilolo
Marie-Jeanne Kabika Tshilolo, née le 24 mai 1949 à Lubumbashi, est une femme écrivaine de la République démocratique du Congo.

## Publications
- Kabika Tshilolo, Le Pilier du chef et autres contes : Contes, Kinshasa, Pavillon des écrivains, 1986.
- Kabika Tshilolo, Matricide : Roman, Kinshasa, L'Harmattan, 2008, 192 p. (ISBN 978-2-296-04330-5, lire en ligne).